# لين نو
لين نو (林駑، كتابة عربية صينية: لٍ نُوْ) هو عالم وباحث وتاجر صيني مسلم عاش في عهد أسرة مينغ. وهو جد الفيلسوف لي زهي. كانت عائلته من أصل صيني من الهان والفرع الذي ظل وفيا لثقافة هان قطع فرع لين نو لتزوجه من أجنبية فارسية وتحوله إلى دين الإسلام.